# Abelhão-de-pelos-curtos
O Abelhão-de-Pelos-Curtos (Bombus subterraneus), ou Mangava-de-Pelos-Curtos, é uma espécie de abelha encontrada na Eurásia, bem como na Nova Zelândia, onde é uma espécie introduzida . 
Ela vivia nas Ilhas Britânicas e em outras partes da Europa. Esta espécie foi extinta nas Ilhas Britânicas em 1989. A causa de sua extinção repentina é debatida, mas muitos cientistas acreditam que foi devido à falta de diversidade genética.

## Habitat
Os ninhos do Abelhão-de-Pelos-Curtos geralmente são estabelecidos no subsolo, particularmente em tocas abandonadas de mamíferos. Adultos forrageadores podem ser vistos zumbindo em torno de flores em prados, jardins e bordas de florestas onde coletam pólen e néctar. As larvas, que se desenvolvem dentro das estruturas de cera do ninho, dependem das operárias forrageiras para fornecer o alimento. 